# Dekalkomani

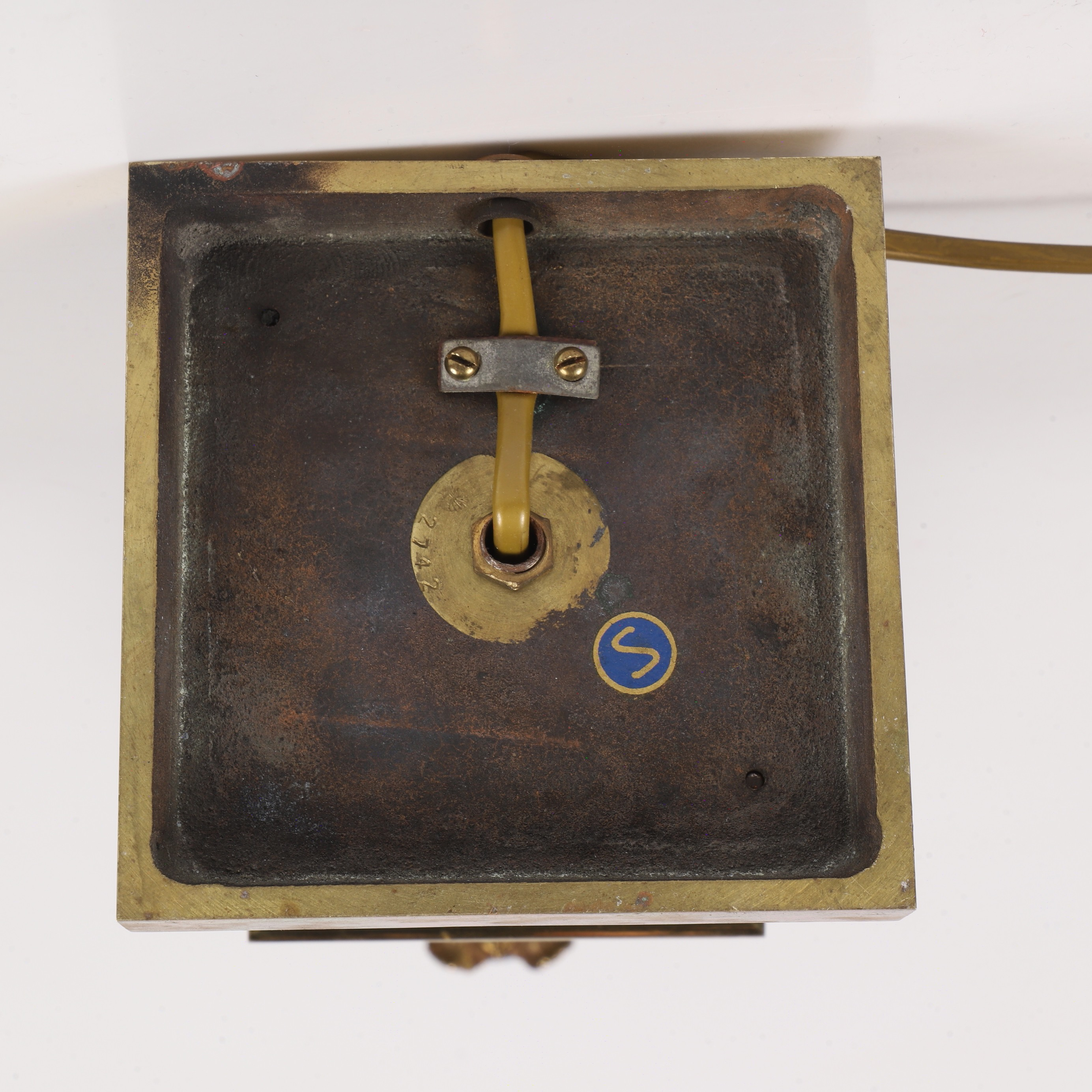
S-märket från Semko är exempel på en dekalkomani.

Dekalkomani, förkortat dekal, (engelska: decalcomania) är en ursprunglig benämning av bilder som genom avdrag från ett preparerat papper överförs till en yta. Dekalkomani eller dekal är en fackterm, typiskt använd av tryckerier som framställer dekaler, för ordet klistermärke.